# Puntschoen
De puntschoen is een modeverschijnsel in de schoenenwereld, dat al eeuwen met enige regelmaat terugkomt. 
Puntschoenen werden al aangetroffen in het Ierland van de 13de eeuw. Modebewuste mannen lieten de punten van hun leren schoenen verlengen, als teken van stijl en klasse. De punten van de schoenen werden onder meer volgestopt met stro, om de punten stevigheid te geven. Naarmate de punten steeds langer begonnen te worden, werd het lopen echter steeds moeilijker. De lange punten werden daarom met touw aan de knieën vastgemaakt. 
In latere eeuwen kwamen puntschoenen met enige regelmaat terug in de mode. Aan het begin van de 21ste eeuw komt de puntschoen in West-Europa voor als cowboylaars voor de heren en voor dames als stiletto's en laarsjes met hoge hakken.